# Agnès Varda
Agnès Varda (Brüsszel, 1928. május 30. – Párizs, 2019. március 29.) kétszeres César-díjas francia filmrendező.
Az egyetlen nő a francia új hullám rendezői között.
Tisztánlátó, eredeti, személyes hangú, az emberek aktuális mindennapi kis dolgai épp úgy érdeklik, mint a világ örök és végtelen nagy drámái. Női gyengédségét és érzelmeit szarkasztikus, hideg humor mögé rejti. Szóval ez a nő egyéniség. A nouvelle vague egyik legcsodálatosabb megnyilvánulása.

## Életpályája
Provence-ban nőtt föl. Művészettörténetet tanult a Sorbonne-on Párizsban, aztán a Théâtre National Populaire fotósa lett.
Első filmjét Chris Marker és Alain Resnais biztatására készítette  (Pointe Courte, 1954). A film az új hullám egyik első darabja. A film két különböző narratív vonalat és stílust használ: egy házaspár kapcsolatát mondja el, mellette pedig és egy halászfalu életét mutatja be amatőr szereplőkkel, a neorealizmusra emlékeztető képi világban. A film szerkezetét William Faulkner Vad pálmák c regénye ihlette.
Számos dokumentumfilmet és esszéfilmet is készített. A legjelentősebb ezek közül A guberálók és én (Les Glaneurs et la glaneuse , 2000), amit több díjjal is elismertek.
Férje Jacques Demy (szintén újhullámos filmes) volt, akinek az életéről a Jacquot de Nantes (1990) című filmet forgatta.
|  |  |

## Filmjei

### Színészként
- A rochefort-i kisasszonyok (1967)
- Charlie kettős élete (2002)

### Operatőrként
- A kisasszonyok 25 évesek (1993) (forgatókönyvíró és filmrendező is)
- Kukázók (2000) (forgatókönyvíró és filmrendező is)

### Filmproducerként
- Az úgynevezett kariatídák (1984) (forgatókönyvíró és filmrendező is)

### Forgatókönyvíróként
- Párbeszéd (1956) (filmrendező is)
- Ó évszakok, ó kastélyok (1958) (filmrendező is)
- A part mentén (1958) (filmrendező is)
- Cléo 5-től 7-ig (1962) (filmrendező is)
- Boldogság (1965) (filmrendező is)
- Teremtmények (1966) (filmrendező is)
- Utolsó tangó Párizsban (1972)
- A nő válaszol (1975) (filmrendező is)
- Az egyik énekel, a másik nem (1976) (filmrendező is)
- Sem fedél, sem törvény (1985) (filmrendező is)
- Kung Fu mester (1988) (filmrendező is)
- A nantes-i Jacquot (1991) (filmrendező is)
- 101 éjszaka (1995) (filmrendező is)